# Islas del Ibicuy megye
Islas del Ibicuy egy megye Argentínában, Entre Ríos tartományban. A megye székhelye Villa Paranacito.

## Települések
Önkormányzatok és települések (Municipios)
- Ceibas
- Puerto Ibicuy
- Villa Paranacito

Vidéki központok (centros rurales de población)
- Médanos
- Ñancay